# Aysha chicama
Aysha chicama là một loài nhện trong họ Anyphaenidae.
Loài này thuộc chi Aysha. Aysha chicama được Antonio D. Brescovit miêu tả năm 1992.